# Isola-Gruppe
Die Isola-Gruppe hat ihren Sitz in Birkesdorf, einem Stadtteil von Düren, Nordrhein-Westfalen, und stellt Basismaterial für Leiterplatten her. In und um Düren wird das Werk kurz „Isola“ genannt.

## Allgemeines
Isola ist Weltmarktführer für kupferkaschierte, glasfaserverstärkte Basismaterialien (Glas-Epoxylaminate) zur Herstellung von Leiterplatten. Das Unternehmen erzielte mit weltweit 2400 Mitarbeitern im Jahre 2007 einen Umsatz von 500 Millionen Euro.
Zur Produktpalette zählen Standard FR-4 Laminate, halogenfreie, Hoch-Tg-, thermostabile oder HF-Laminate, sowie Prepregs.

## Geschichte
Die Continentale Isola Werke AG wurden 1912 in Düren gegründet. Nachdem sich 1954 die Rütgerswerke AG an der Isola beteiligt hatte, begann 1956 die Basismaterialfertigung mit kupferkaschierten Hartpapier-Laminaten. 1963 wurde die Produktion um die kupferkaschierte Epoxidhartgewebe-Laminat-Fertigung erweitert. Ab 1984 wurden mehrere Tochtergesellschaften gegründet, als erste die Isola France. 1992 begann die Fertigung des High-Performance-Basismaterials. Die Texas Pacific Group und Redfern Partners aus den USA übernahmen die Isola AG im Jahre 2004. Der Hauptsitz des Unternehmens liegt seitdem in den USA am Standort Chandler (Phoenix, Arizona).

## Standorte
Die Isola-Group ist in Europa, Asien und Nordamerika vertreten.

### Europa
1. Birkesdorf (Deutschland)
2. Glasgow (Großbritannien)
3. Prato (Italien)

### Asien
1. Kowloon (Hong Kong)
2. Suzhou, Jiangsu (China)
3. Huizhou City, Guangdong Province (China)
4. Kuan Yin Hsiang Taoyuan (Taiwan)
5. Yangmei Taoyuan (Taiwan)
6. Singapore

### Nordamerika
1. Chandler
2. Ridgeway (South Carolina, USA)